# Su'luk
Su'luk (em árabe: صعلوك; pl. sa'alik صعاليك), no início da história árabe,  era um termo que pode ser traduzido como bandido, poeta bandido ou vagabundo.

## Origem
Os sa'alik eram principalmente indivíduos que haviam sido forçados a sair de suas tribos e que viviam à margem da sociedade, embora alguns deles mantivessem laços com suas tribos. Alguns dos sa'alik tornaram-se poetas de renome, escrevendo poesia sobre as dificuldades da vida no deserto e seus sentimentos de isolamento.

## Poesia
De acordo com Albert Arazi, a poesia su'luk tinha três grandes temas, ou parâmetros. 
O primeiro, o parâmetro apologético, diz respeito à vida dura do poeta, com ênfase em sua pobreza, sua coragem e sua resistência. O poeta pode celebrar a virtude do saber (resistência) e contrastá-la com a vida comparativamente fácil das tribos.  
No segundo, o parâmetro lírico, o poeta descreve suas viagens pelo deserto, evocando o deserto e suas plantas e vida selvagem, bem como as atividades de invasão e saque do poeta e seu bando. Ele pode enfatizar seu parentesco com os animais do deserto, como lobos e hienas. 
Finalmente, no parâmetro terapêutico, o poeta medita sobre a iminência da morte.  
O poema su'luk mais famoso é o Lamiyyat al-'Arab, de Al-Shanfara.

## Poetas proeminentes
A lista a seguir apresenta vinte sa'alik famosos.
- Al-Shanfara
- Ta'abbata Sharran
- Urwa ibn al-Ward
- Shudhadh al-Dhabi
- Abu Kharash al-Hudhli
- Sulayk ibn al-Salaka
- Mara ibn Khulayf al-Fahmi
- Ta'abbata Sharran
- Al-Buradh ibn Qays al-Kanani
- Uhaymar Al-Sa'di
- Malak ibn al-Rib
- Al-Harath ibn Dhalm al-Mari
- Ubayd ibn Aiyoub al-Anbari
- Hajiz ibn 'Aouf al-Azdi
- Al-Ataylas al-A'sar al-Baqmi
- Al-Khatim ibn Nuwayra al-'Abashmi
- Al-Qatal al-Kilabi
- Fadhala ibn Sharik al-Asadi
- Sakhr al-Ghay
- Mas'oud ibn Kharsha al-Mazni

## Demografia
Os sa'alik eram mais proeminentes na Arábia pré-islâmica, mas persistiram durante o califado omíada, e desapareceram no abássida. Apenas um poeta su'luk é atestado durante o califado abássida, Bakr ibn al-Nattah.